# Stevan Radošević
Stevan Radošević, Hajdukov igrač iz 1930-tih godina. Sakupio je 15 nastupa, i to dva na prvenstvenim utakmicama, 5 za Kup i 8 prijateljskih.
Prvi mu je službeni nastup prvenstvena utakmica protiv Vojvodine u Splitu (5:0) 13 kolovoza 1933., a drugu prvestvenu utakmicu 16. rujna 1934 igra protiv sarajevske Slavije u Splitu (14:0).
Statistika u Hajduku
| Natjecanje        | Nastupi | Zgoditci |
| ----------------- | ------- | -------- |
| Prvenstvo         | 2       | 0        |
| Kup               | 5       | 0        |
| Superkup          | 0       | 0        |
| Međunarodne       | 0       | 0        |
| Splitski podsavez | 0       | 0        |
| Ukupno            | 7       | 0        |
| Prijateljske      | 8       | 0        |
| Sveukupno         | 15      | 0        |